# رجینا هولان
رجینا هولان (انگلیسی: Regina Holan؛ زادهٔ ۳ نوامبر ۱۹۷۷) بازیکن فوتبال اهل ایالات متحده آمریکا است.
وی همچنین در تیم ملی فوتبال Greece بازی کرده‌است.